# 라인배커 II 작전

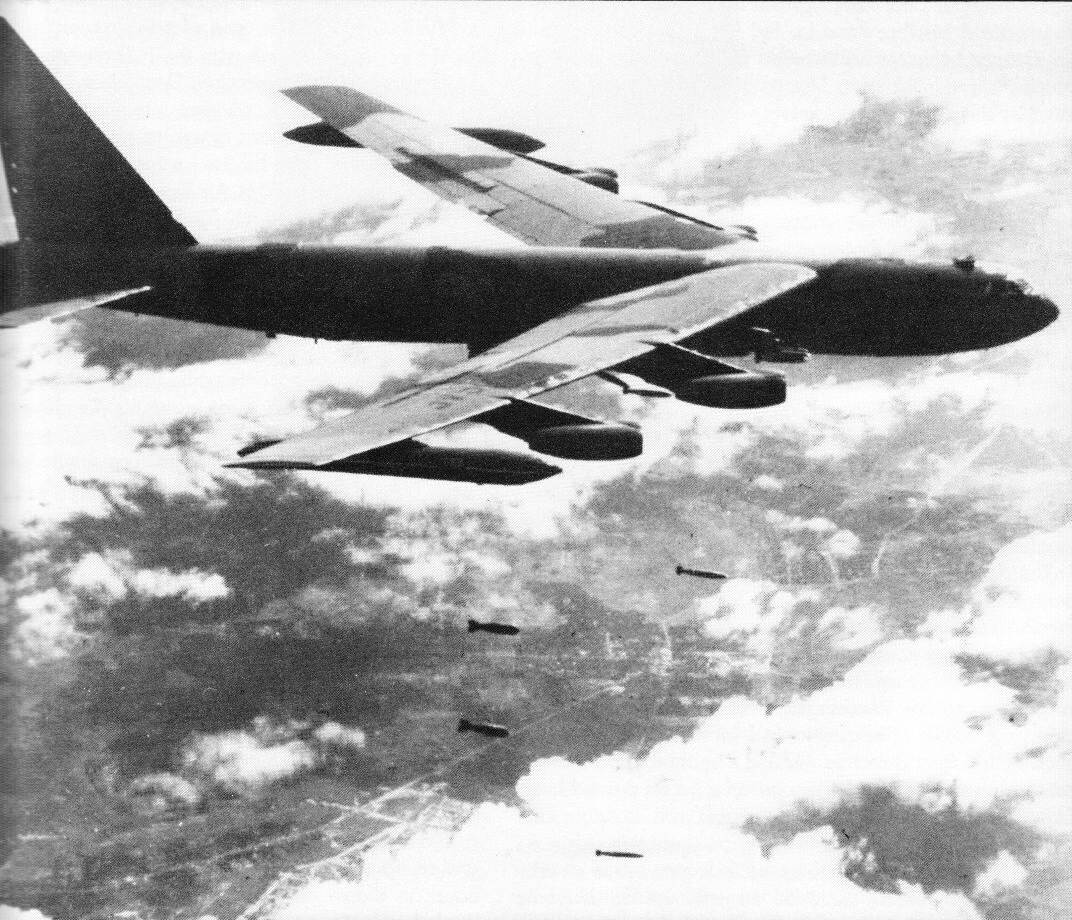

라인배커2 작전(Operation Linebacker II, 1972년 12월 18일 ~ 12월 29일)은 베트남 전쟁 중에 파리 평화회담의 진척이 없자 미국이 B-52 폭격기로 하노이 및 하이퐁을 공습한 작전이다. 북베트남의 군사 목표물을 최대한 파괴하는 것이 목적이었다. 이에 북베트남도 소련의 지원을 받아 강화된 방공망으로 미국 공군의 공습에 저항했다. 12월 20일, B-52 폭격기가 북베트남의 지대공미사일에 6대가 격추되자 미국은 SAM 포대 공격에 노력을 집중했다. 12월 26일, B-52 폭격기 120대가 동원되어 8대를 잃었으나 폭격 임무를 마쳤으며 F-105G 선더치프 와일드 위즐, EA-3A 스카이워리어, F-4 등 다수 기체가 작전을 지원했다. 공습은 12월 29일에 종결되었으나, 북베트남이 파리 평화회담 재개에 동의한 1973년 1월 2일까지 두 차례 더 실시되었다.

## 같이 보기
- 베트남 공군 박물관